# بیلی مکنزی
بیلی مکنزی (انگلیسی: Billy Mackenzie; ۲۷ مارس ۱۹۵۷ – ۲۲ ژانویهٔ ۱۹۹۷) خواننده، و ترانه‌پرداز اهل اسکاتلند بود که به سبب صدای تنور و متمایزش شهرت داشت. وی بین سال‌های ۱۹۷۶ تا ۱۹۹۷ میلادی فعالیت می‌کرد.